# Berruchelus
Berruchelus is een geslacht van uitgestorven schildpadden uit de onderorde Paracryptodira uit het Paleogeen van West-Europa.